# Sierra de las Salinas
La sierra de las Salinas es una cordillera fronteriza entre Francia y España, entre las comarcas del Alto Ampurdán y la histórica del Vallespir, continuación natural de la sierra de la Albera, después del cuello de botella de Le Perthus. El pico más alto es la roc del Contador, con 1.451 metros de altitud, el techo de todo el Alto Ampurdán.

## Geografía
La sierra está situada entre los términos comunales de Maureillas-las-Illas y Céret, al norte se sitúa la comarca de Vallespir y, al sur, el municipio de Massanet de Cabrenys (Alto Ampurdán).
Se trata de un relieve muy accidentado, que se extiende desde el Pico de la Salinas, en el Vallespir hasta Le Perthus, al este del Pico del Priorat, a la orilla de la Sierra de la Albera. La sierra roza a las localidades catalanas de Massanet de Cabrenys, La Bajol y Agullana y las localidades francesas de Céret, Saint-Jean-Pla-de-Corts, Les Cluses y Le Perthus. Además de las fronteras naturales, los postes fronterizos n° 554 a 566 materializan los límites entre los dos Estados.
El punto más elevado es el Pico de las Salinas (1320 m.), que sirve de límite entre Céret, Las Illas y Massanet de Cabrenys. El conjunto del territorio es muy arbolado, con un predominio de la encina, del alcornoque y del castaño. Es notable la presencia de numerosas masías. El territorio es atravesado del sur al norte por el río de Las Illas, que a continuación pasa a llamarse río de Maureillas y desemboca en el Tech, en la localidad de Le Boulou. Se juntan también el río Roma y pequeños afluentes que vienen de Riunoguès.